# SN 1992bo
SN 1992bo – supernowa typu Ia odkryta 29 grudnia 1992 roku w galaktyce E352-G57. Jej maksymalna jasność wynosiła 15,85m.